# Give Me Love
«Give Me Love» —en español: «Dame amor»— es una canción folk e indie pop interpretada por el cantautor británico Ed Sheeran, incluida en su primer álbum de estudio +, de 2011. El cantante la compuso con ayuda de Jake Gosling y Chris Leonard, mientras que el primero de ambos también la produjo. La discográfica Warner Music Group la lanzó como sexto y último sencillo de + el 21 de noviembre de 2012.
Para promocionarlo, Sheeran publicó un videoclip dirigido por Emil Nava el 9 de noviembre de 2012 en su cuenta de VEVO en YouTube. Gracias a ello, logró buenas posiciones en Australia y Nueva Zelanda, además de recibir discos de platino por sus ventas.

## Descripción
«Give Me Love» es una canción acústica que mezcla los géneros folk e indie pop. El cantante la compuso con ayuda de Jake Gosling y Chris Leonard, mientras que el primero de estos dos también la produjo. La versión original perteneciente a + cuenta con una duración de ocho minutos con cuarenta y seis segundos, mientras que la versión lanzada como sencillo tiene una duración de cinco minutos con veintitrés segundos. De acuerdo con la partitura publicada por Sony/ATV Music Publishing en el sitio web Musicnotes, la canción tiene un tempo lento de 58 pulsaciones por minuto y está compuesta en la tonalidad de do mayor. El registro vocal de Sheeran se extiende desde la nota sol#3 hasta la si#5.

## Recibimiento comercial
Comercialmente, «Give Me Love» tuvo una recepción media. En el Reino Unido alcanzó la posición dieciocho, mientras que en Irlanda la once. Su mejor posición se dio en Australia, donde logró la novena. Además, recibió dos discos de platino por vender 140 000 copias. Por su parte, en Nueva Zelanda llegó hasta el décimo segundo lugar del NZ Top 40 Singles Chart. También obtuvo un disco de platino, esta vez por la venta de diez mil copias. A pesar de que en Canadá ubicó una de las diez últimas posiciones de su conteo semanal, la CRIA le dio un disco de oro por vender cinco mil ejemplares digitales. En otros países como Alemania, Bélgica y los Países Bajos, no contó con posiciones destacadas o certificaciones. Gracias a su demanda radial, alcanzó la vigésima posición de la lista Rock Songs de Billboard, y la trigésima sexta en la lista Rádiós Top 40 de Hungría.

## Vídeo musical
El videoclip de «Give Me Love» fue dirigido por el británico Emil Nava, y publicado el 9 de noviembre de 2012 en su cuenta de VEVO en YouTube. La trama del vídeo gira en torno a una noche de una chica (interpretada por Isabel Lucas), quien está sola en su departamento. De repente, siente una extraña comezón en su espalda que resulta ser el brote de unas alas blancas. Ella comienza a crear un arco y unas flechas para salir a la calle a dispararle a todas las personas que se encuentra, similar a cupido. Luego de unir a distintas parejas en toda la ciudad, se clava una flecha a sí misma, pero dado que se encuentra sola, la flecha acaba matándola. Al cabo de unas horas, la policía llega a su departamento para examinar la escena. Sin embargo, la chica revive y la flecha surte efecto luego de que un agente la tocase.

## Formatos y remezclas
- Descarga digital

| «Give Me Love» |                |          |  |
| N.º            | Título         | Duración |  |
| 1.             | «Give Me Love» | 5:23     |  |

| «Give Me Love» — Sencillo |                                    |          |  |
| N.º                       | Título                             | Duración |  |
| 1.                        | «Give Me Love» (New Machine Remix) | 3:45     |  |
| 2.                        | «Give Me Love» (True Tiger Remix)  | 3:34     |  |
| 3.                        | «Give Me Love» (Xilent Remix)      | 3:41     |  |

## Posicionamiento en listas

### Semanales
| Alemania          | German Singles Chart      | 71 |
| Australia         | Australian Singles Chart  | 9  |
| Bélgica (Flandes) | Ultratop 50               | 38 |
| Canadá            | Canadian Hot 100          | 94 |
| Escocia           | Scottish Singles Chart    | 15 |
| Estados Unidos    | Rock Songs                | 20 |
| Hungría           | Rádiós Top 40             | 36 |
| Irlanda           | Irish Singles Chart       | 11 |
| Nueva Zelanda     | New Zealand Singles Chart | 12 |
| Países Bajos      | Single Top 100            | 41 |
| Reino Unido       | UK Singles Chart          | 18 |

### Certificaciones
| País           | Organismo certificador | Certificación | Ventas  | Ref.   |
| -------------- | ---------------------- | ------------- | ------- | ------ |
| Australia      | ARIA                   | 4× Platino    | 280 000 | [ 19 ] |
| Canadá         | CRIA                   | 2× Platino    | 160 000 | [ 11 ] |
| Dinamarca      | IFPI — Dinamarca       | Oro           | 15 000  | [ 20 ] |
| Estados Unidos | RIAA                   | 2× Platino    | 2 000   | [ 21 ] |
| Italia         | FIMI                   | Oro           | 25 000  | [ 22 ] |
| Nueva Zelanda  | RIANZ                  | Platino       | 15 000  | [ 4 ]  |
| Reino Unido    | BPI                    | Platino       | 600 000 | [ 23 ] |